# Disperis paludosa
Disperis paludosa är en orkidéart som beskrevs av William Henry Harvey och John Lindley. Disperis paludosa ingår i släktet Disperis och familjen orkidéer. Inga underarter finns listade i Catalogue of Life.